# Martín Rodríguez (actor)
Jorge Martín Rodríguez Aguirre (San Juan, 7 de mayo de 1978) es un actor argentino. Se formó en Buenos Aires y en España. Debutó en cine en el año 2009, en la película El cuarto de Leo.

## Filmografía

### Cine
| Año  | Título                            | Papel                    | Dirección         |
| ---- | --------------------------------- | ------------------------ | ----------------- |
| 2009 | El cuarto de Leo                  | Leo                      | Enrique Buchichio |
| 2010 | Revolución: El cruce de los Andes | Miguel Soler             | Leandro Ipiña     |
| 2013 | O tempo e o vento                 | Pedro Missioneiro        | Jayme Monjardim   |
| 2014 | Zanahoria                         | Jorge                    | Enrique Buchichio |
| 2018 | 27: El club de los malditos       | Gerard Vincennes (joven) | Nicanor Loreti    |

### Televisión
| Año  | Título         | Papel                     | Notas                                      |
| ---- | -------------- | ------------------------- | ------------------------------------------ |
| 2024 | Griselda       | Jorge «Rivi» Ayala Rivera |                                            |
| 2024 | Vencer o morir | Soldado                   | Episodio: «Aún tenemos patria, ciudadanos» |
| 2025 | En el barro    | Alan Rosetti              |                                            |

## Premios y nominaciones
- Asociación de Críticos de Cine de Uruguay (ACCU)

| Año  | Categoría                                 | Película         | Resultado |
| ---- | ----------------------------------------- | ---------------- | --------- |
| 2010 | Mejor actor de película uruguaya          | El cuarto de Leo | Ganador   |
| 2010 | Revelación masculina de película uruguaya | El cuarto de Leo | Ganador   |
- Premios Iris

| Año  | Categoría           | Película         | Resultado |
| ---- | ------------------- | ---------------- | --------- |
| 2011 | Mejor actor de cine | El cuarto de Leo | Nominado  |
- Festival Internacional de Cine de La Luna de Valencia

| Año  | Categoría          | Película         | Resultado |
| ---- | ------------------ | ---------------- | --------- |
| 2011 | Premio mejor actor | El cuarto de Leo | Ganador   |
- Festival Internacional de Cine del Mar de Ibiza

| Año  | Categoría          | Película         | Resultado |
| ---- | ------------------ | ---------------- | --------- |
| 2011 | Premio mejor actor | El cuarto de Leo | Ganador   |